# Gunung Kerto
Gunung Kerto is een bestuurslaag in het regentschap Lahat van de provincie Zuid-Sumatra, Indonesië. Gunung Kerto telt 1061 inwoners (volkstelling 2010).